# 고은비 (디지몬)
《고은비》는 《디지몬 프론티어》의 히로인으로, 원판 이름은 오리모토 이즈미(織本 泉).

## 소개
성우 - 이시게 사와 / 박선영 / 미셸 러프
외국에서 살다온 여자아이로 이탈리아어를 자주 사용한다. 감정을 직선적으로 밝히는, 조금 강한 성격의 소유자. 항상 노출이 심한 배꼽티를 입고 있다.

## 작중 행적
10화에서 14화까지는 바람의 휴먼 스피릿을 그로토몬에게 빼앗겨 진화하지 못했지만, 세라피몬이 스캔당해 알로 되었을 때 무사히 구해내는 역할을 한다. 15화에서는 혼자만 디지바이스를 뺏기지 않고 혼자 페어리몬으로 진화해 라나몬과 대결한다. 선택받은 아이들 중 몸이 제일 날씬한 몸매에 비해 17화에서 안도영도 실패한 카레 30인분을 1시간 만에 혼자서 먹어치우는 대식가 속성을 보이고 기차표를 받는다. 그렇게 많이 먹고 살은 하나도 찌지 않고 빼빼하며, 그 먹은 것들이 전부 어디로 가는지가 궁금하다. 친구를 잘 만들지 못하는 성격이었으나 디지몬 세계에서의 여행 이후 결말에서는 친구들과 함께 어울려 즐겁게 웃는 모습을 보여준다. 역시 우정훈과 엮이다 우정훈에게 고백받으려다 얼굴이 빨개지고 두근거리다가 자신이 먼저 용기를 내서 고백하려고 하는데 우정훈이 잠드는 바람에 실패.
스피릿 변신은 바람의 속성인 페어리몬, 슈츠몬, 그리고 제트실피드몬(미등장)이다.